# ورزشگاه آل مکتوم
ورزشگاه آل مکتوم (به عربی: ملعب آل مكتوم)‏ یک ورزشگاه چند منظوره در شهر دبی امارات متحده عربی است. امروزه از آن بیشتر برای برپایی مسابقه‌های فوتبال و به عنوان ورزشگاه خانگی باشگاه فوتبال النصر است. این ورزشگاه گنجایش ۱۵۰۰۰ نفر تماشاگر را دارد.